# NGC 898
إن جي سي 898 (بالألمانية: NGC 898) التي يرمز لها بالرمز NGC 898، هي مجرة، في كوكبة المرأة المسلسلة.

## الاكتشاف
اكتشفت في 17 أكتوبر 1786، بواسطة ويليام هيرشل.